# Mobilier national
Der Mobilier national ist seit 1936 eine staatliche Einrichtung in Frankreich, welche die Aufgabe hat, die Palais des französischen Präsidenten und weiterer wichtiger Institutionen des Staates mit hochwertigen Möbeln und Teppichen aus französischer Produktion auszustatten. Der Mobilier national untersteht dem Ministerium für Kultur und Kommunikation und hat seinen Sitz in der Rue Berbier-du-Mets Nr. 1 in Paris.

## Aufgabe
Der Mobilier national hat die Aufgabe, die über 100.000 Möbelstücke und Teppiche aufzubewahren und zu restaurieren, die auf seine Bestellung angefertigt oder auf dem Kunstmarkt erworben wurden. Für die Restaurierung sind entsprechende Werkstätten vorhanden, auch für die Pflege von Bronzelüstern.

## Modernes Design
Unter dem Kultusminister André Malraux wurde 1964 das Atelier de recherche et de création (ARC) geschaffen, das Aufträge an Designer zur Gestaltung moderner Möbel vergibt.

## Angeschlossene Einrichtungen
- Gobelin-Manufaktur
- Manufacture de Beauvais
- Savonnerie-Manufaktur
- Ateliers nationaux de Dentelle du Puy-en-Velay
- Dentelle d’Alençon